# Carrascal del Obispo
Carrascal del Obispo è un comune spagnolo di 251 abitanti situato nella comunità autonoma di Castiglia e León.